# 리상원
리상원(미상 ~ )은 조선민주주의인민공화국의 정치인이다. 조선로동당 중앙위원회 위원 겸 조선로동당 중앙검열위원회 위원장이다.

## 경력
2004년부터 2006년까지 황해북도 중화군 당위원회 책임비서를 지냈으며, 2006년 4월 국토환경보호성 당 비서에 임명되었다. 2007년 8월부터 2013년 11월까지 개성시 당위원회 책임비서를 역임했다. 이후 김히택 후임으로 량강도 당위원회 책임비서로 있다. 2016년 5월, 조선로동당 제7차 대회에서 조선로동당 중앙위원회 위원에 임명되었다. 2016년 6월 강원도 당위원회 위원장에 선출되었다. 2019년 12월 31일 열린 조선노동당 중앙위원회 제7기 제5차 전원회의에서 조선로동당 중앙검열위원회 위원장으로 선출되었다.

## 최고인민회의 대의원
2014년 3월 최고인민회의 제13기 대의원을 지냈다.
2019년 3월 최고인민회의 제14기 대의원에 선출되어 현재 제14기 대의원이다.

## 기타
2015년 11월 리을설 사망과 2015년 12월 김양건 사망, 2018년 8월 김영춘 사망 당시에 국가장의위원회 위원을 맡았다.